# Emma Sandys
Emma Sandys, nacida Mary Ann Emma Sands, (Norwich, 1843-Norwich, noviembre de 1877) fue una pintora prerrafaelita inglesa del siglo XIX.

## Biografía
Emma Sandys nació en Norwich, el lugar en el que su padre, Anthony Sands (1806-1883), comenzó su formación. En 1853 la familia agregó una 'y' a su apellido. Su trabajo se vio influenciado por su hermano Frederick Sandys (1829–1904), miembro de la Hermandad Prerrafaelita, y su amigo Dante Gabriel Rossetti. La primera pintura fechada Emma Sandys es de 1863, y expuso sus obras tanto en Londres como en Norwich entre 1867 y 1874. Realizó principalmente retratos de niños y de mujeres jóvenes en óleo y tiza, normalmente vestidos con ropa de época o medieval y sobre fondos florales con colores brillantes. Sandys realizó la mayor parte de su trabajo en Norwich, aunque tal vez pasara tiempo en el estudio de su hermano, Frederick Sandys, en Londres. 
Emma Sandys murió en Norwich en noviembre de 1877.
Entre sus trabajos destacados se incluye: 
- Elaine (National Trust Collection, Lanhydrock, Cornwall)[2]
- Fiammetta
- Lady in Yellow Dress (Museo del Castillo de Norwich)
- Viola (Walker Art Gallery, Liverpool)

## Galería

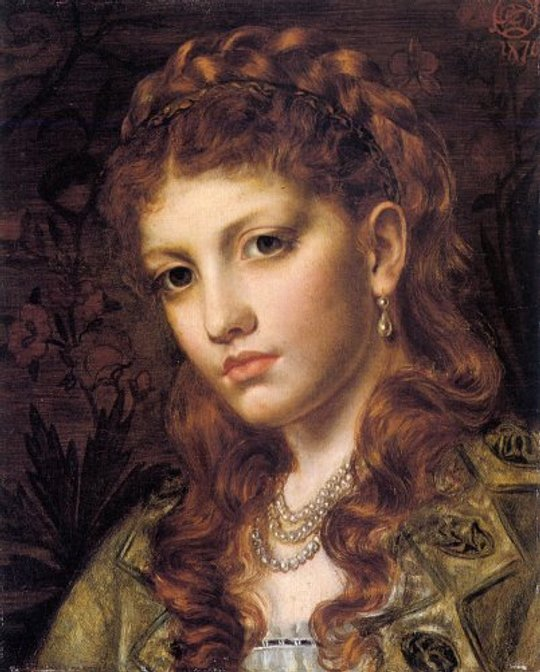
Fiammetta, 1876
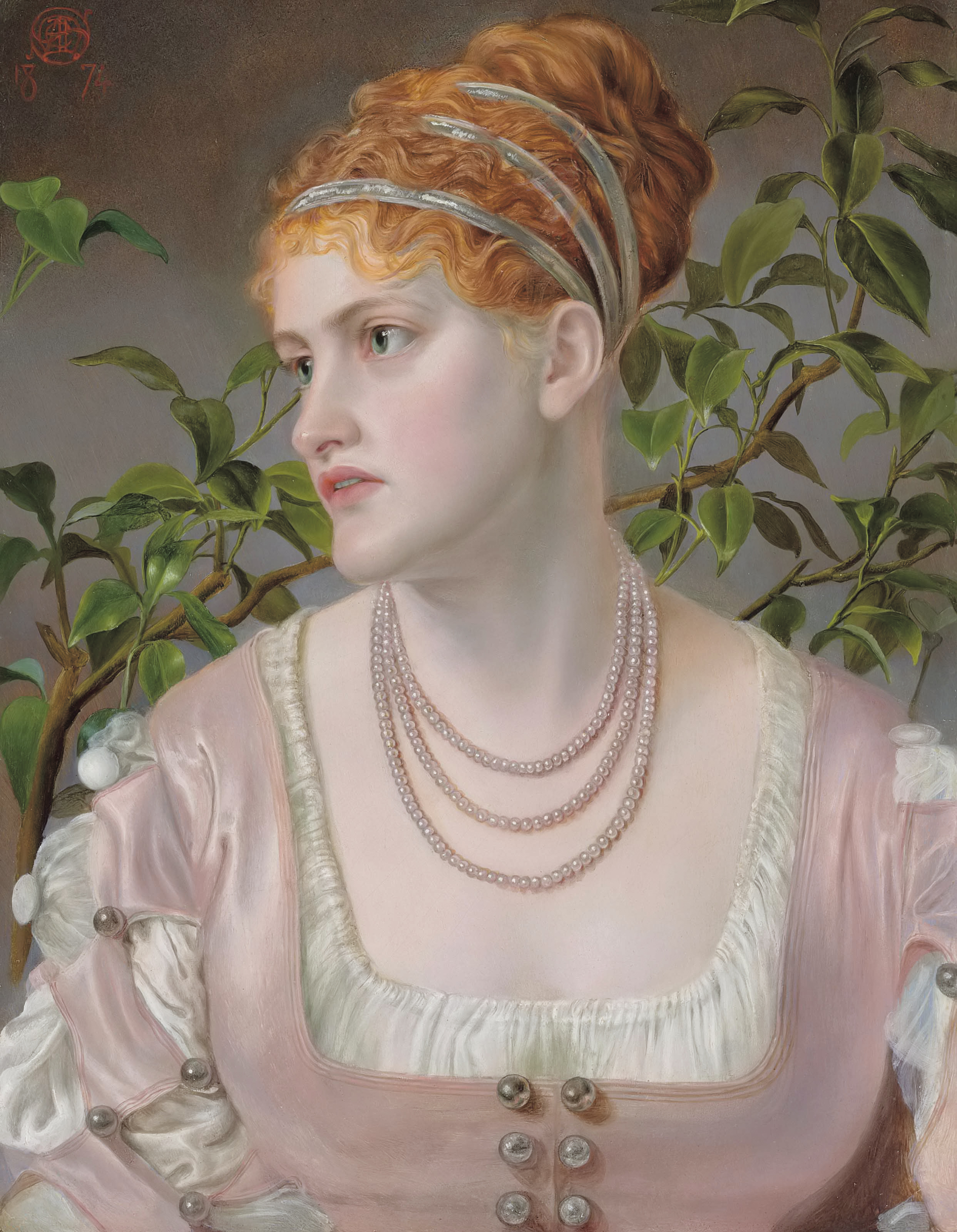
Mary Emma Jones, 1874
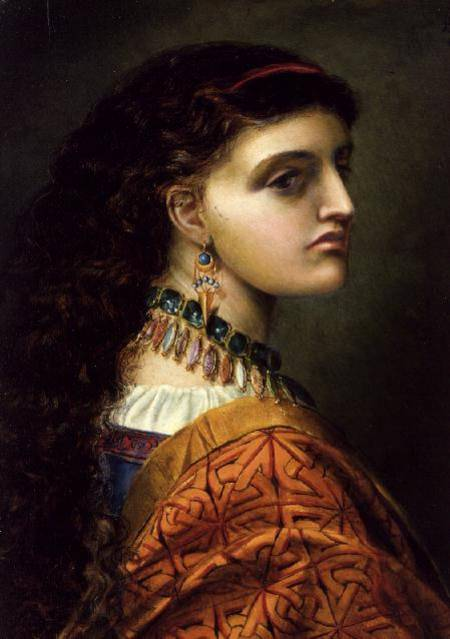
Retrato de mujer, 1865
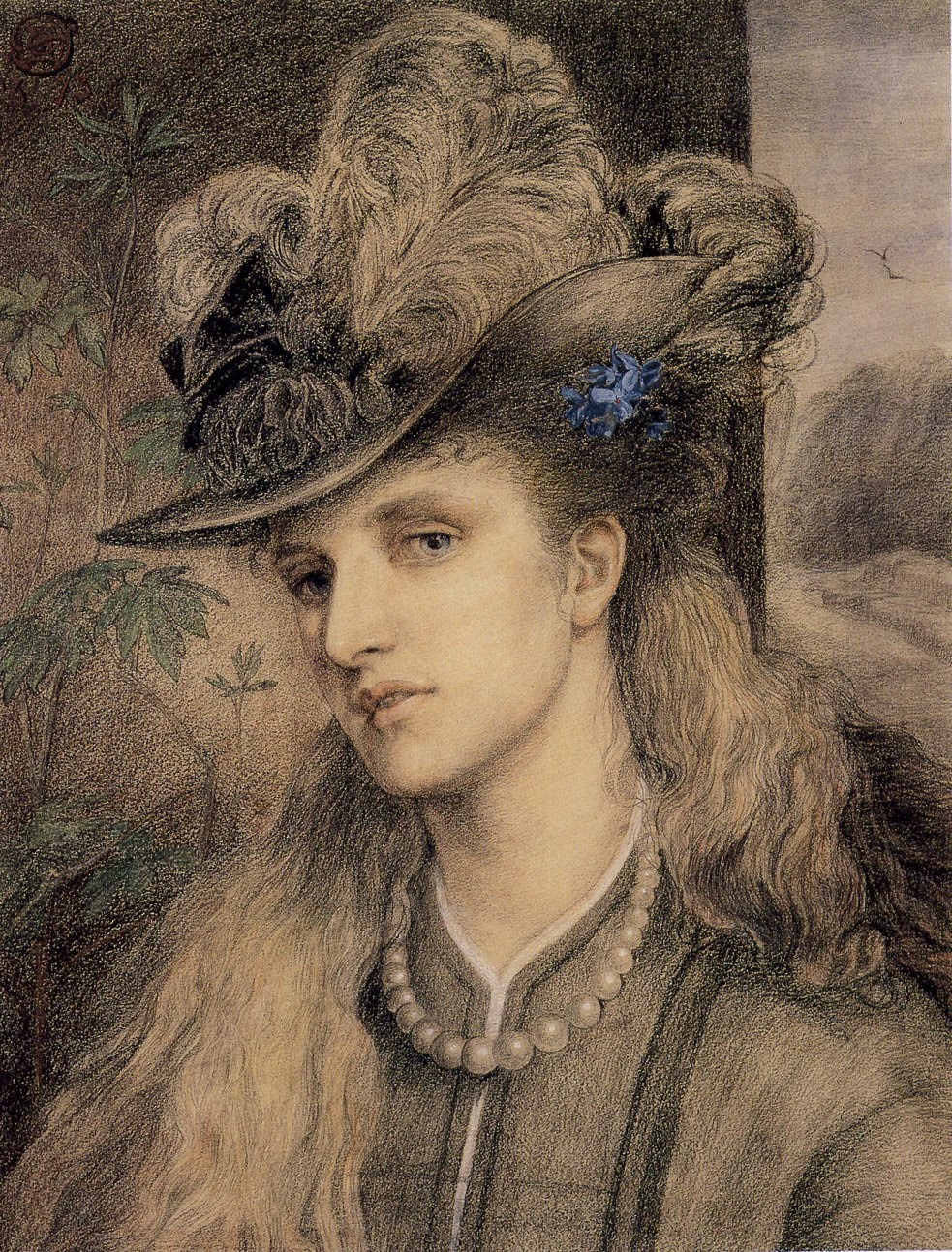
Una mujer a la moda, 1870
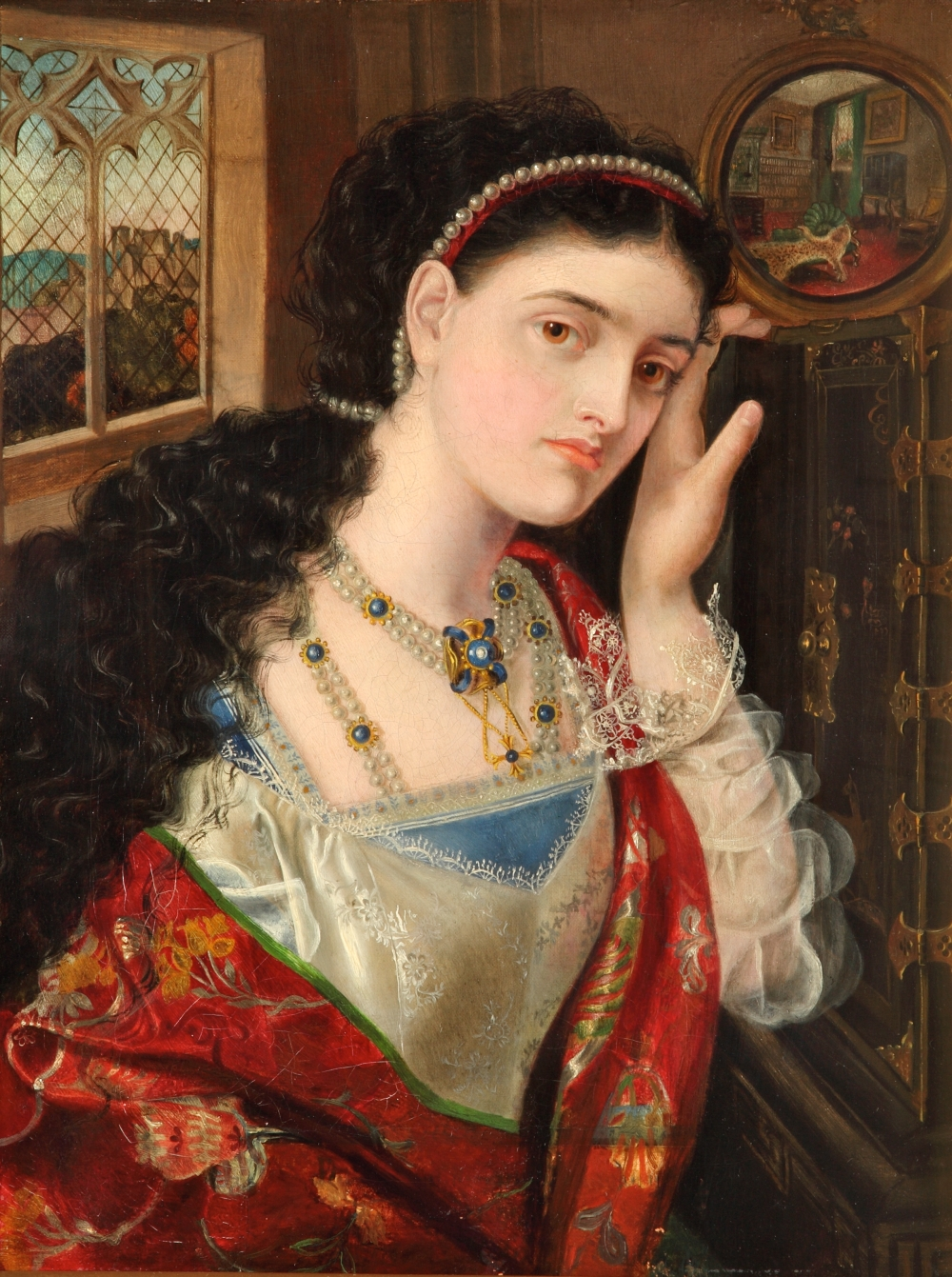
Viola, 1865
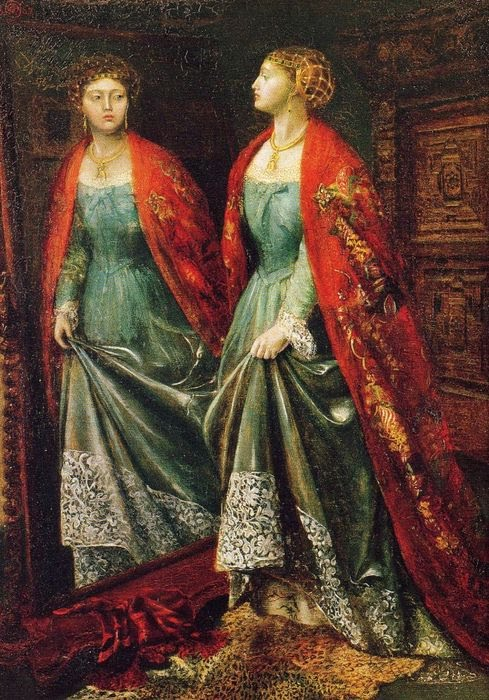
Preparándose para el baile, 1867
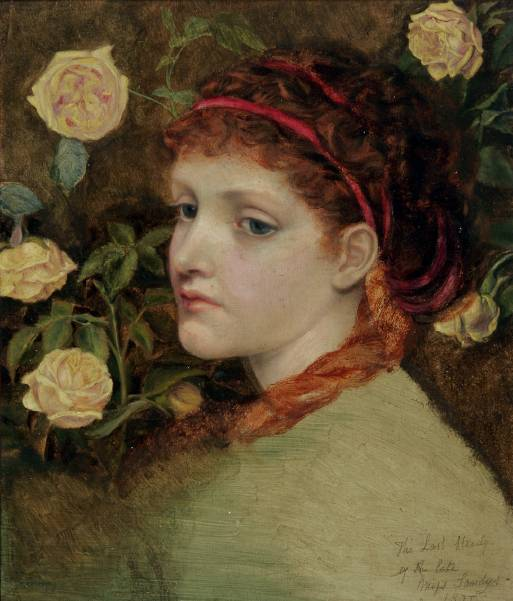
Estudio de busto, 1865
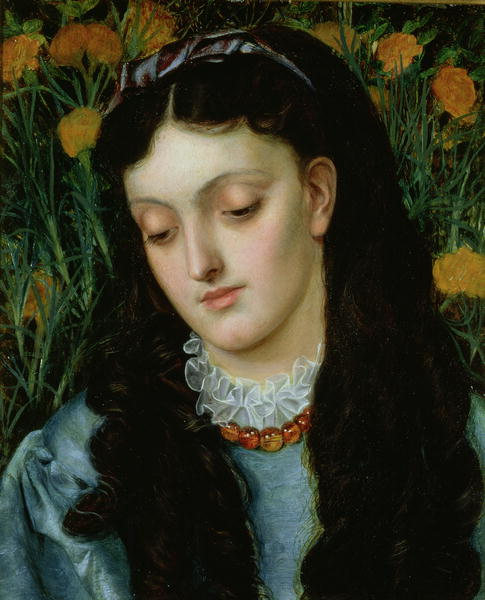
La bella alhelí, 1865
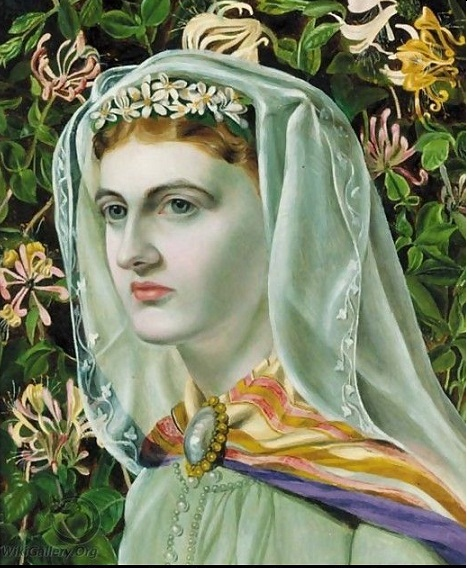
Belleza medieval, 1875
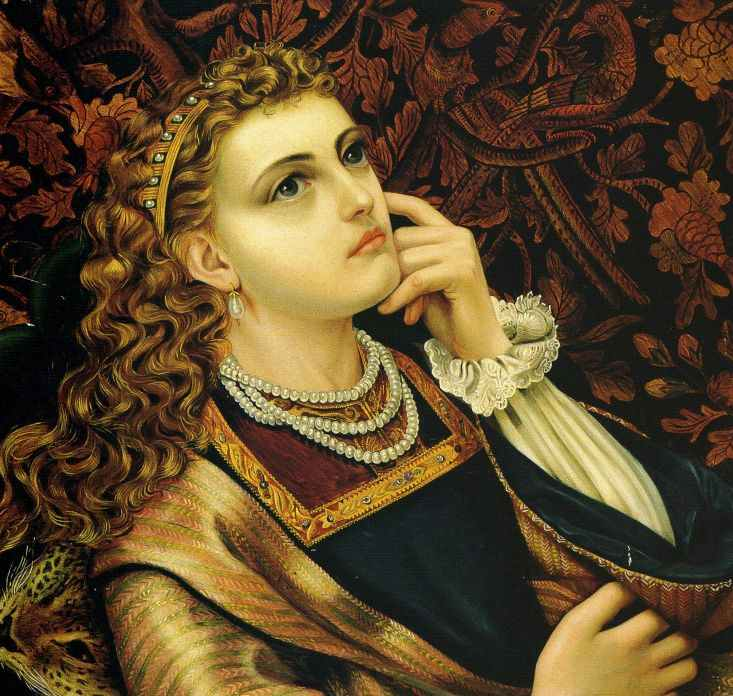
Elaine
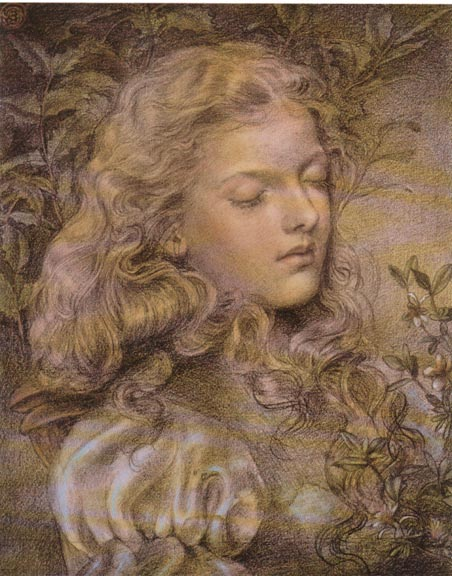
Retrato de una niña, 1865
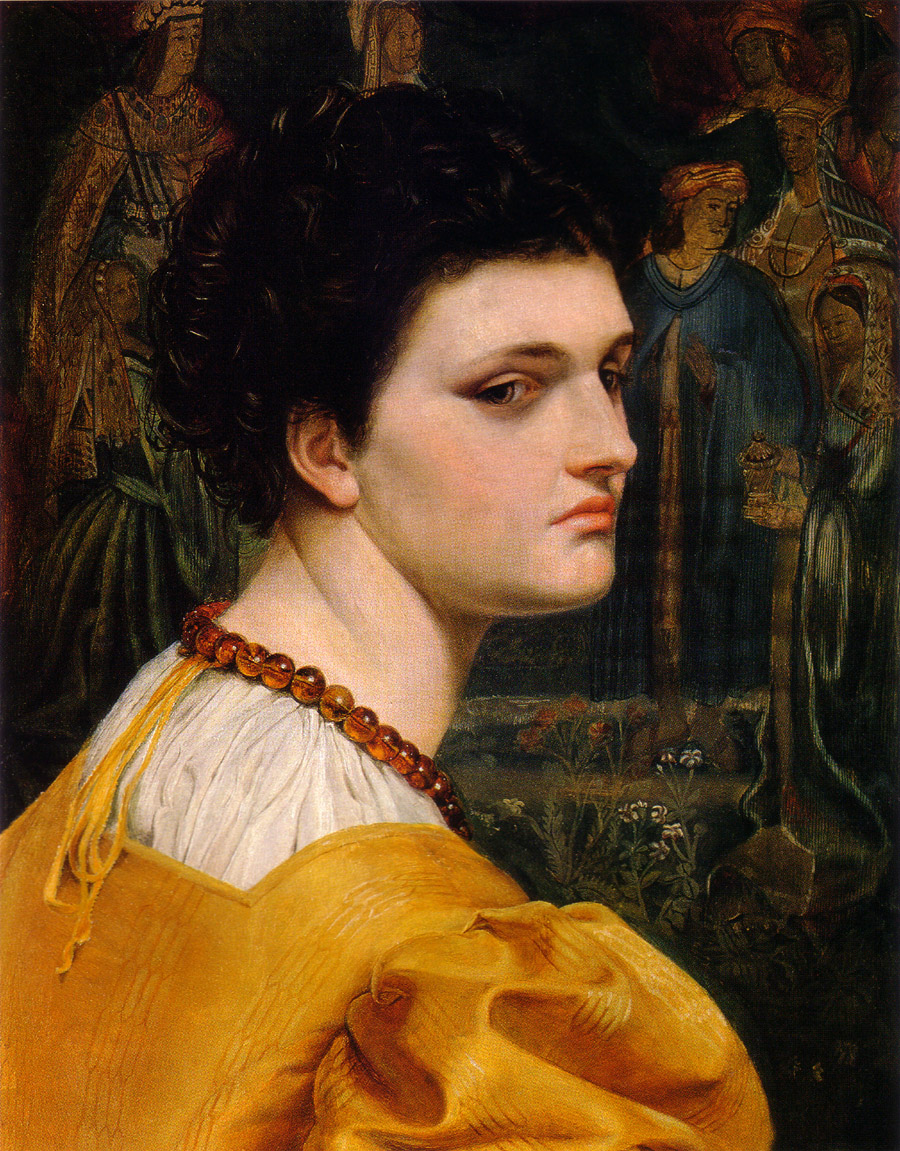
Mujer con vestido amarillo, 1870